# Rudolf Paravicini

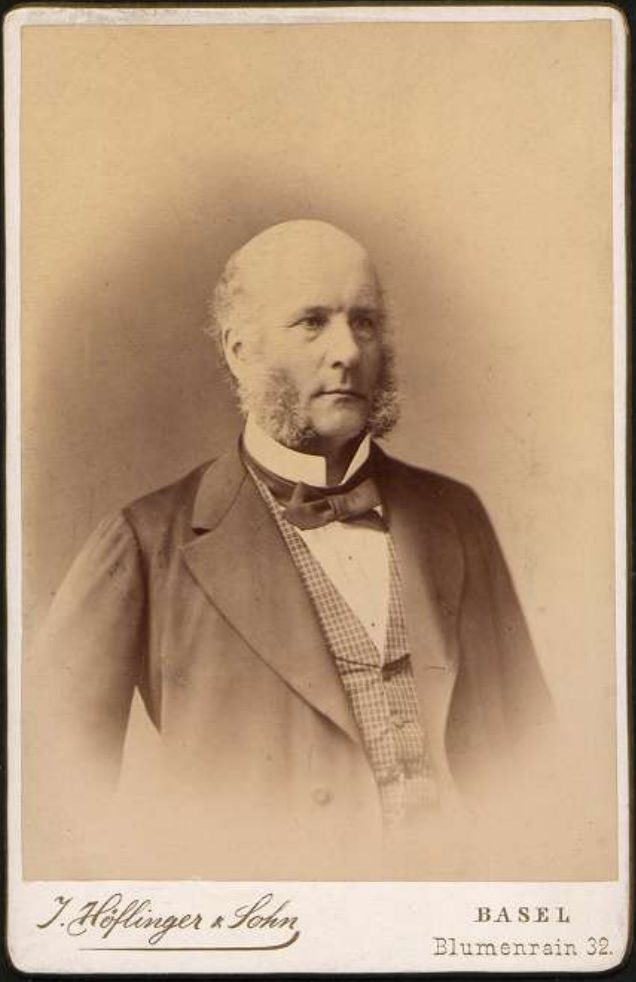

Rudolf Paravicini (* 28. Juli 1815 in Basel; † 14. Februar 1888 ebenda) war ein Schweizer Unternehmer und Offizier.

## Leben und Werk

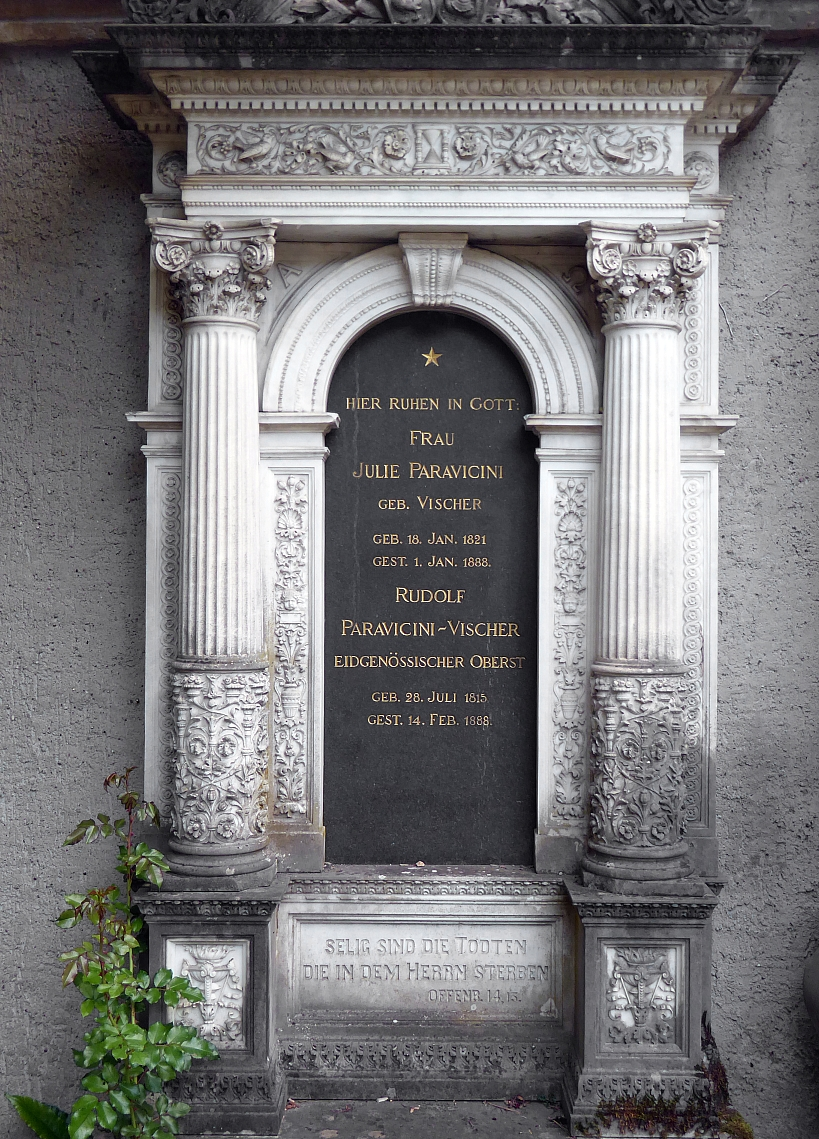
Grab auf dem Friedhof Wolfgottesacker, Basel

Rudolf Paravicini absolvierte in Basel eine Handelslehre, lernte die Bandfabrikation in Lyon kennen und trat 1835 in die Seidenbandfabrik Dietrich Preiswerk & Co. ein, deren Inhaber er 1847 wurde (ab 1883 hiess die Firma dann «R. Paravicini»). Von 1845 bis 1884 war Paravicini Basler Grossrat, 1856–1861 als Ratsherr Mitglied der Regierung. Er war konservativ, befürwortete aber auch liberale Ideen, so 1847 die Aufhebung des Zunftzwangs, 1848 die Beseitigung der interkantonalen Zölle und freie Niederlassung für Schweizer anderer Kantone. 
1853 wurde Paravicini Verwaltungsrat der Schweizerischen Centralbahn. Nach dem grossen Brand von Glarus gründete er 1863 zusammen mit dem Bandfabrikanten Wilhelm Bischoff (1801–1874), Daniel August Alioth (1816–1889) und Johann Peter Oswald die  «Basler Versicherungsgesellschaft gegen Feuerschaden». Von 1864 bis 1888 war er deren Verwaltungsratspräsident. Der Versicherung folgten bald Gründungen für andere Versicherungszweige, daraus sind die  Basler Versicherungen, heute Bâloise Holding entstanden.
In seiner militärischen Laufbahn wurde Paravicini 1835 Offizier der Artillerie, 1847 Batteriechef der einzigen Basler Einheit im Sonderbundskrieg, 1858 wurde er Oberst. Als Generalstabschef leitete er im Deutsch-Französischen Krieg 1870/71 umsichtig die Internierung von 87'000 Soldaten der Bourbaki-Armee in der Schweiz.